# Pol Quadens
Pol Quadens est un designer belge né en 1960.

## Biographie
Pol Quadens est né en 1960 à Uccle. Il fait des études artistiques mais commence à travailler comme carrossier, pour des raisons familiales.
Puis il s'affirme comme designer, par vocation, et vit de ses créations, notamment de ses créations en mobilier. Sa rencontre avec Pierre Sterckx a influencé ce parcours. Son étagère à disque compact est fabriquée pendant plus d'une vingtaine d'années,,,. En 1995, il crée la chaise CO6 en fibres de carbone, pesant à peine 980 grammes, qui est particulièrement remarquée à Milan en 1996.
En 2016, Pol Quadens établit son atelier avec la décoratrice Vanessa Bruffaerts dans l'ancienne église provisoire de la cité-jardin du Kapelleveld, avenue Émile Vandervelde no 155 à Woluwe-Saint-Lambert, dans la banlieue de Bruxelles,.

## Galerie

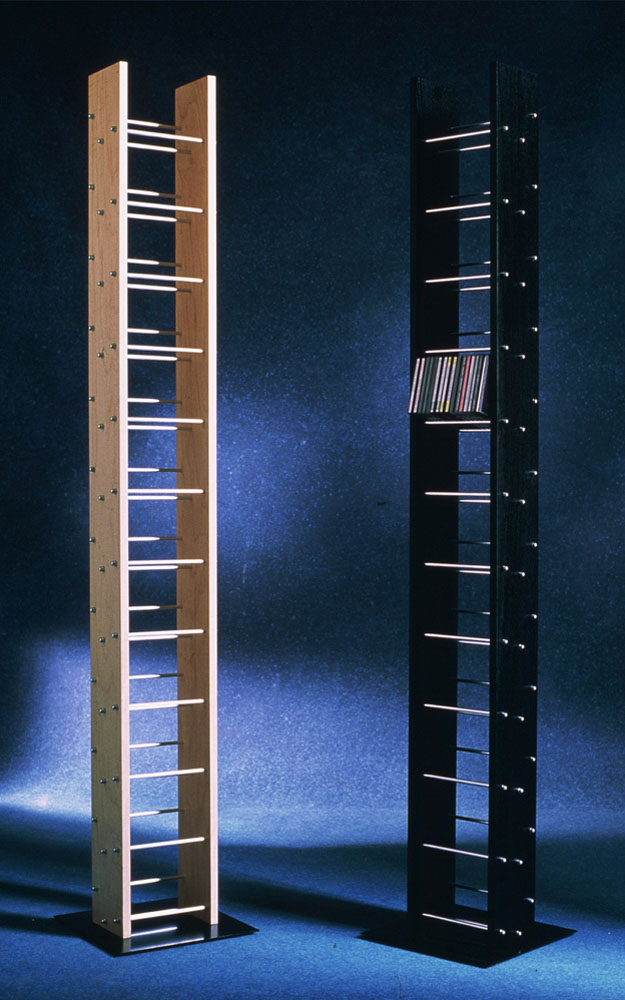
CD 200
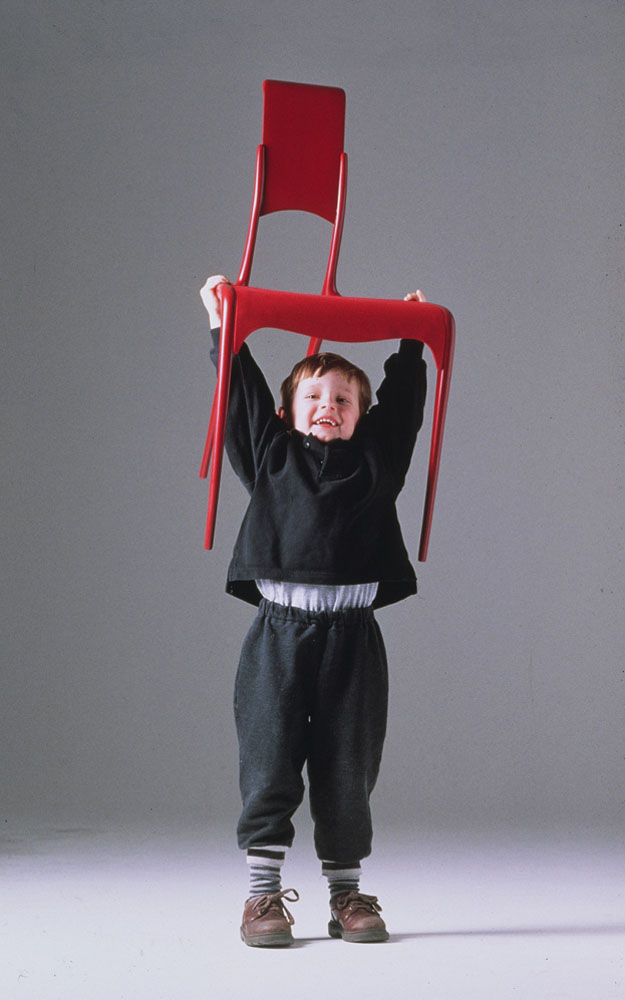
C 06
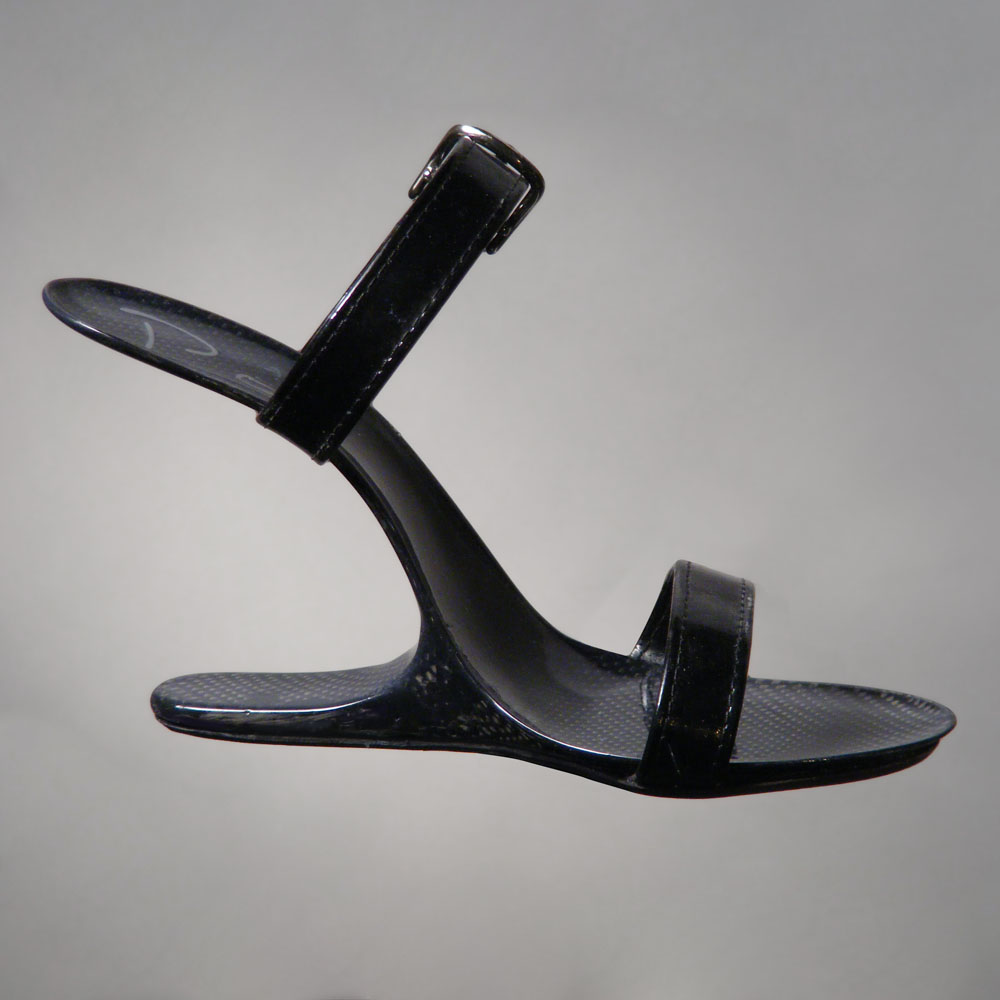
Strada
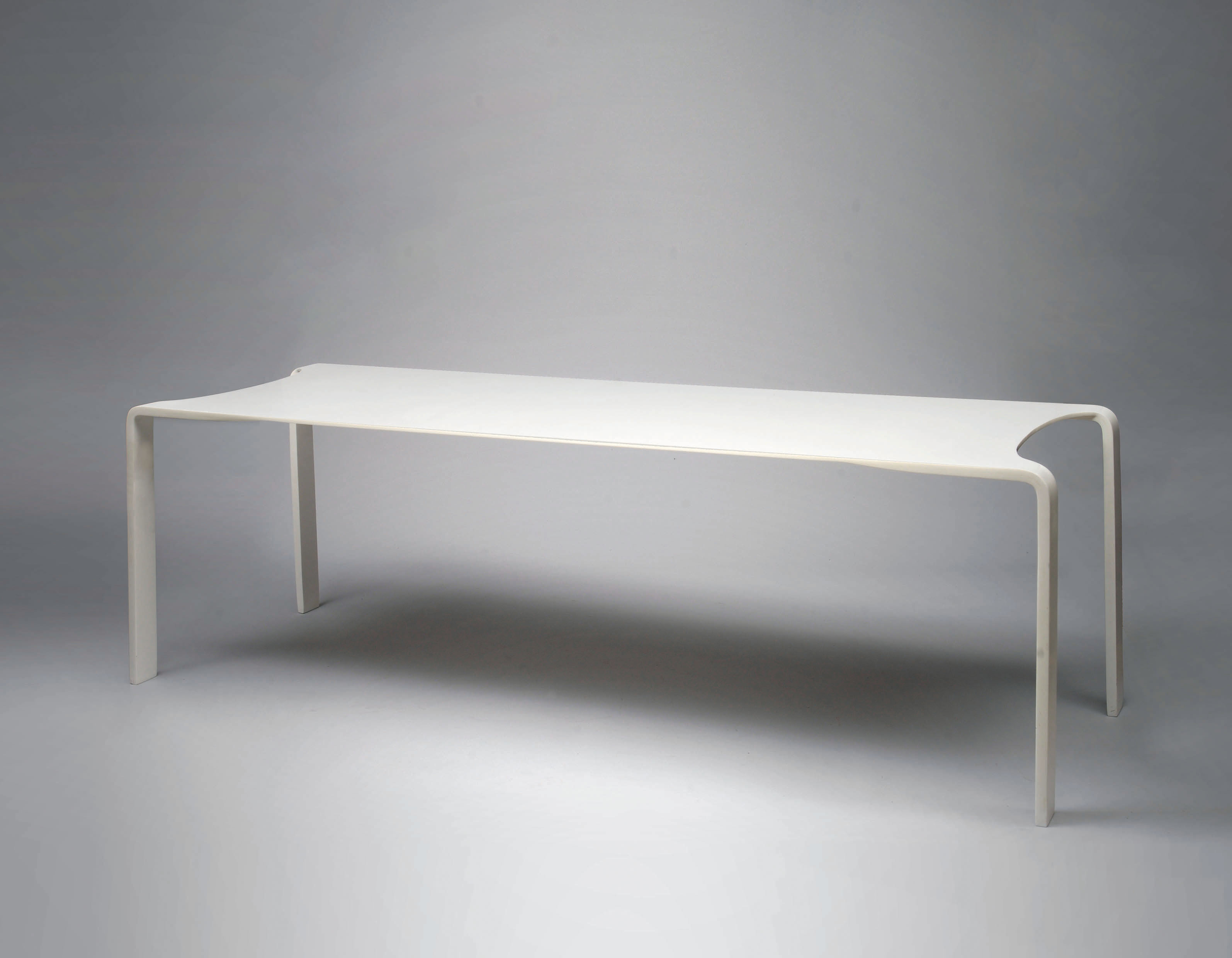
Walking Table